# Jason Kelce
(en) Statistiques sur pro-football-reference
Jason D. Kelce, né le 5 novembre 1987 à Cleveland Heights, est un joueur américain de football américain qui a joué  au poste de centre pendant treize (13) saisons dans la National Football League (NFL).
Sélectionné par les Eagles de Philadelphie lors du 6e tour de la draft 2011 de la NFL, il joue pour cette franchise pendant toute sa carrière professionnelle. Souvent considéré comme l'un des plus grands centre de l'histoire de la NFL, il est sélectionné à 7 reprises pour le Pro Bowl, à 6 reprises dans la première équipe All-Pro et remporte le Super Bowl LII au terme de la saison 2017.
Il est le frère de Travis Kelce, tight end des Chiefs de Kansas City, vainqueur de trois Super Bowls (LIV, LVII, LVIII).

## Biographie

### Jeunesse
Kelce est né et a grandi à Cleveland Heights dans l'Ohio. Il est le fils d'Ed Kelce, représentant commercial dans le secteur de l'acier, et de Donna, qui travaille dans le secteur bancaire. Il est le frère aîné de Travis Kelce, tight end des Chiefs de Kansas City. Il fréquente le lycée Cleveland Heights High School, où il joue à la fois comme running back et linebacker. Il est sélectionné à deux reprises dans l'équipe type de la All-Lake Erie League. À Cleveland Heights, il jouait du saxophone baryton dans des groupes symphoniques et de jazz.

### Carrière universitaire
Il intègre l'université de Cincinnati où il joue pour les Bearcats dans la NCAA Division I FBS. Ancien running back, Kelce passe au poste de full back puis intègre finalement à la ligne offensive lors de sa première saison. Pendant les neufs matchs auxquels il a participé, il occupe les postes de centre et de garde. Les Bearcats affichent un bilan de 10 victoires pour 3 défaites et remportent le PapaJohns.com Bowl 31 à 21 contre les Golden Eagles de Southern Miss,.
En 2008, il est titulaire lors de 13 matchs au poste de garde gauche de la ligne offensive en compagnie des futurs joueurs de la NFL, Jeff Linkenbach (en) et Trevor Canfield, ce qui permet à l'attaque des Bearcats d'atteindre une moyenne de 27,3 points et 375,3 yards par match. Cincinnati affiche un bilan de 11 victoires pour 3 défaites et remportent le titre de la Conférence Big East. Invités à l'Orange Bowl 2009, les Bearcats sont battus 7 à 20 par les face aux Cavaliers de la Virginie,. Son frère Travis a commencé à jouer à ses côtés lors de cette saison.
La saison suivante, Kelce est sélectionné dans la deuxième équipe de la Big East, près avoir joué les douze matchs de la saison régulière au poste de garde gauche. Les Bearcats sont invaincus (12-0) et remportent le titre de champion de la Big East. Ils sont invités au Sugar Bowl 2010 mais sont battus 24 à 51 par les Gators de la Floride,.
Il est déplacé au poste de centre pour la saison 2010. Sous la direction de leur nouvel entraîneur principal Butch Jones (en), les Bearcats affichent un bilan négatif de 4 victoires pour 8 défaites,.
Avec les Bearcats, Kelce aura été titulaire lors de 38 des 47 matchs qu'il a disputés, 26 au poste de garde gauche et 12 au centre,.

### Carrière professionnelle

#### Draft
Malgré un manque de taille réelle pour un joueur de la NFL, Kelce est estimé comme un potentiel choix de quatrième tour de draft. Il réalise le temps de course le plus rapide de tous les joueurs de ligne offensive sur l'épreuve du 40 sprint lors du NFL Scouting Combine 2011, avec un temps de 4,89 secondes. Le 11 mars 2011, Kelce a subi une appendicectomie
| Taille              | Poids          | Bras            | Main           | Sprint   | Sprint   | Sprint   | Shuttle 20 yards | 3 cones drill | Détente         | Détente            | Développé couché | Test Wonderlic |
| Taille              | Poids          | Bras            | Main           | 40 yards | 10 yards | 20 yards | Shuttle 20 yards | 3 cones drill | verticale       | horizontale        | Développé couché | Test Wonderlic |
| 1,90 m (6 ft 2⅝ in) | 127kg (280 lb) | 83 cm (32 ½ in) | 24 cm (9 ½ in) | 4,89s    | 1,70 s   | 2,83 s   | 4,14 s           | 7,22 s        | 77 cm (30 ½ in) | 2,79 m (9 ft 2 in) | -                | -              |

Kelce est sélectionné en 191e choix global lors du 4e tour de la draft 2011 de la NFL par la franchise des Eagles de Philadelphie. Il ne peut s'entraîner ni signer de contrat avant que le lock-out de la NFL ne soit levé le 25 juillet 2011. Il signe finalement un contrat de quatre ans le 27 juillet.

#### 2011
Le nouvel entraîneur de ligne offensive des Eagles, Howard Mudd, le compare au centre des Colts d'Indianapolis, Jeff Saturday, sélectionné cinq fois au Pro Bowl, que Mudd a entraîné à Indianapolis pendant 11 saisons. Kelce devient par la suite le premier rookie de l'histoire des Eagles à débuter chacun des 16 matchs de la saison régulière au poste de centre.

#### 2012
En 2012, il est désigné titulaire pour le poste de centre pour une deuxième saison consécutive. Le 16 septembre, il se blesse lors du match gagné contre les Ravens de Baltimore mettant un terme à sa saison.

#### 2013
Kelce est titulaire lors des seize matchs de la saison régulière. Les Eagles établissent des records de franchise avec de 442 points inscrits et 6 676 yards gagnés au total sur la saison. Kelce a contribué fortement à la performance du running back LeSean McCoy en ouvrant la voie au meilleur coureur de la NFL lequel a totalisé 1 607 yards sur la saison. Kelce est classé par Pro Football Focus (PFF) comme le meilleur centre de la saison. Il se voit également décerné l'Ed Block Courage Award (en).

#### 2014
Le 27 février 2014, Kelce signe un contrat portant sur six saisons pour un montant de 37,5 millions de dollars dont 13 garantis selon son agent Jason Bernstein. Le 23 septembre, il subit une intervention chirurgicale pour une hernie et rate quatre matchs
.

#### 2015
Kelce est titulaire lors des seize matchs de saison régulière. Il est classé 7e meilleur centre de la saison par Pro Football Focus.

#### 2016
Kelce est à nouveau titulaire pour l'ensemble des matchs de la saison et est sélectionné pour la deuxième fois au Pro Bowl,.

#### 2017
Kelce réalise sa meilleure saison professionnelle en 2017. Il est sélectionné dans la première équipe All-Pro. Il est désigné meilleur joueur de ligne offensive et se voit décerner le Run Blocker of the Year par Pro Football Focus. Il remporte 41 à 33 le Super Bowl LII disputé contre les Patriots de la Nouvelle-Angleterre.
Lors du défilé du Super Bowl des Eagles le 8 février 2018 dans les rues de Philadelphie, Kelce attire l'attention nationale après avoir prononcé un discours passionné dans lequel il a défendu ses coéquipiers, ses entraîneurs et la direction, comparant les fans des Eagles à des chiens affamés qui « depuis 52 ans ont été privés du titre »

#### 2018-2020
Fin de saison 2018, Kelce est sélectionné pour la deuxième fois dans la première équipe All-Pro.
Le 2 mars 2019, il signe une prolongation de contrat d'un an avec les Eagles.
En 2020, Kelce atteint les 100 matchs en tant que titulaire avec les Eagles. Il est sélectionné pour son 4e Pro Bowl et est un des huit finalistes du Art Rooney Award (en) 2020.

#### 2021
Le 5 mars 2021, Kelce signe un nouveau contrat avec les Eagles,. Il est placé sur la liste des joueurs touchés par le Covid-19 le 3 janvier 2022 mais est activé quatre jours plus tard, ce qui lui permet de maintenir en vie sa séquence de matchs consécutifs en tant que titulaire. Il participe ainsi au premier jeu offensif de l'équipe et prend ensuite place sur le banc pour le reste du match. Fin de saison, il est sélectionné pour son cinquième Pro Bowl (3e sélection consécutive) et est finaliste pour le Walter Payton Man of the Year Award. Il est également désigné joueur All-Pro dans la première équipe par l'Associated Press pour la quatrième fois de sa carrière. Il est classé 71e par ses pairs au Top 100 des joueurs 2022 de la NFL.

#### 2022
Le 11 mars 2022, après avoir réfléchi à la retraite pendant l'intersaison, Kelce signe un contrat d'un an avec les Eagles pour un montant de 14 millions de dollars ce qui en fait le centre le mieux payé de l'histoire de la NFL. En fin de saison, il est sélectionné pour le Pro Bowl et figure dans la première équipe All-Pro,.
Les Eagles se qualifient pour le Super Bowl LVII. Ils sont opposés aux Chiefs de Kansas City où joue son frère Travis. C'est la première fois que deux frères disputent un même Super Bowl dans des équipes différentes. Les Eagles perdent finalement le match 35 à 38.

#### 2023
Après avoir envisagé la retraite, Kelce signe à nouveau un contrat d'un an avec les Eagles le 15 mars 2023. En 6e semaine, il bat le record de la franchise  détenu par Jon Runyan du plus grand nombre de matchs disputés consécutivement en tant que titulaire (145).

### Retraite
Le 4 mars 2024 , Kelce annonce prendre sa retraite de la National Football League après 13 saisons entièrement jouées pour les Eagles.

## Palmarès

### NFL
- Vainqueur du Super Bowl LII ;
- 6 sélections dans la première équipe All-Pro : 2017–2019, 2021-2023 ;
- 7 sélections au Pro Bowl : saisons 2014, 2016, 2019–2023.

### NCAA
- 2 sélections dans la deuxième équipe de la conférence Big East : 2009 et 2010[13].

## Identité visuelle

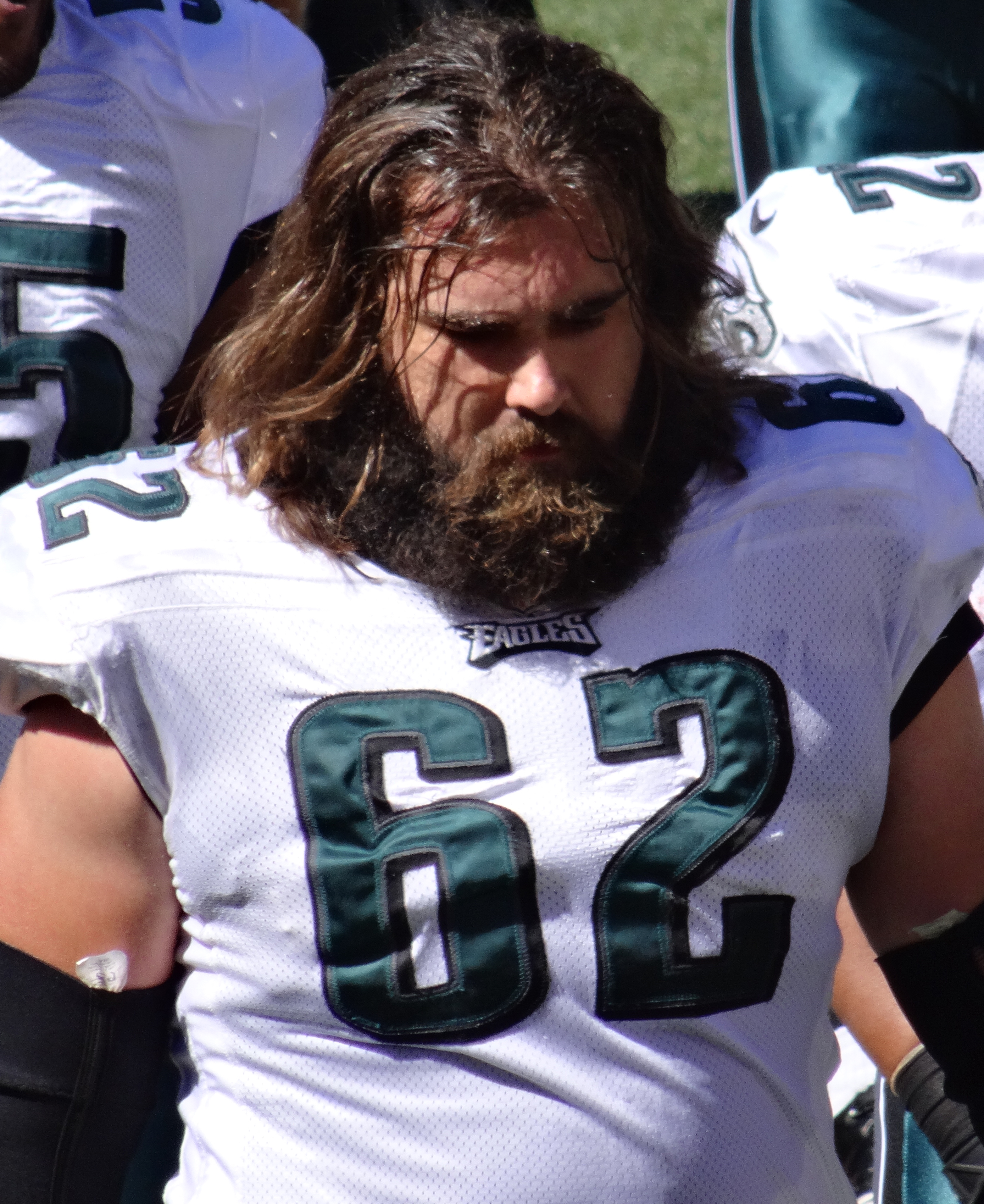
Jason Kelce en 2013.
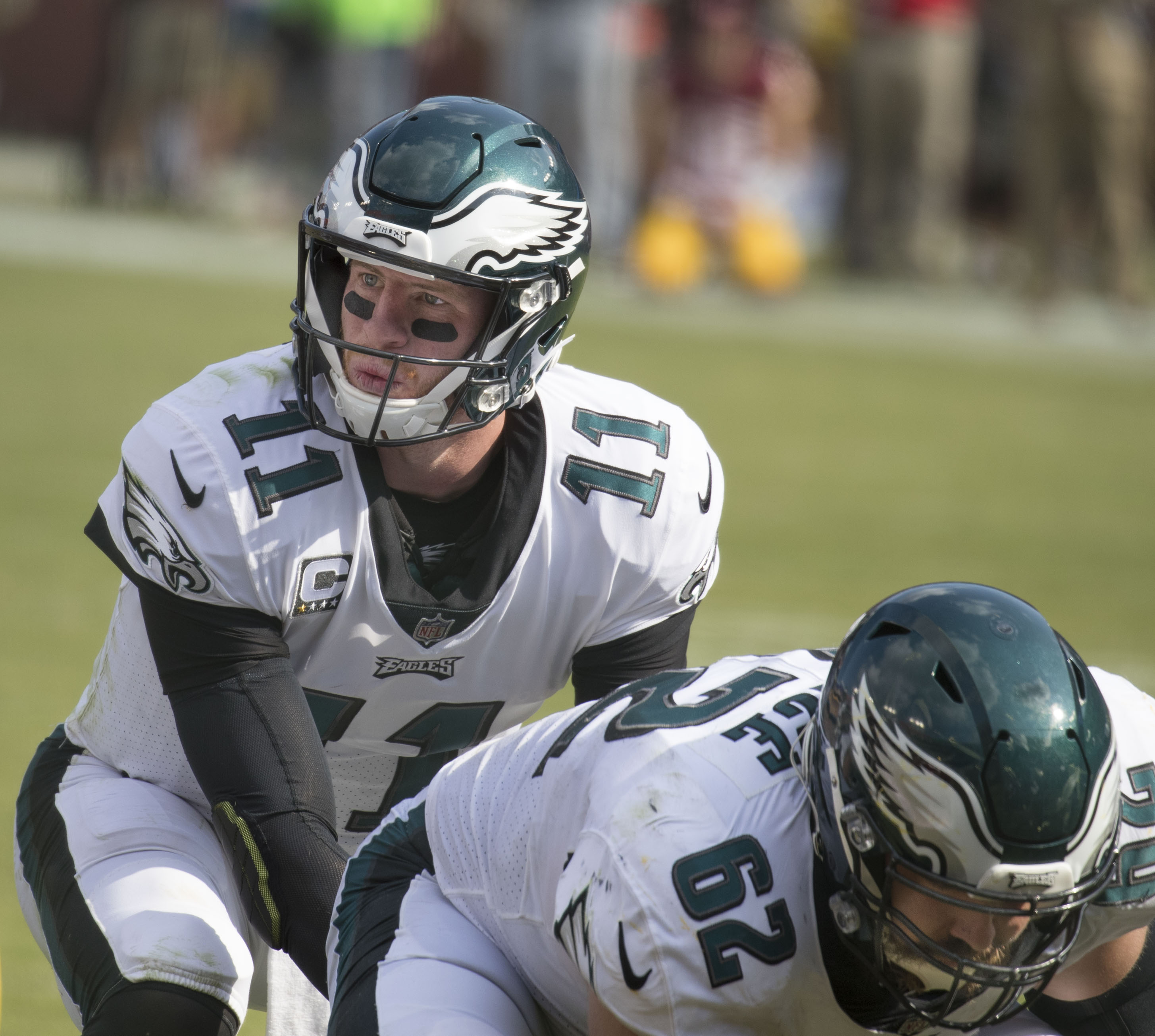
Kelce au poste de centre devant le quarterback Carson Wentz en septembre 2017.
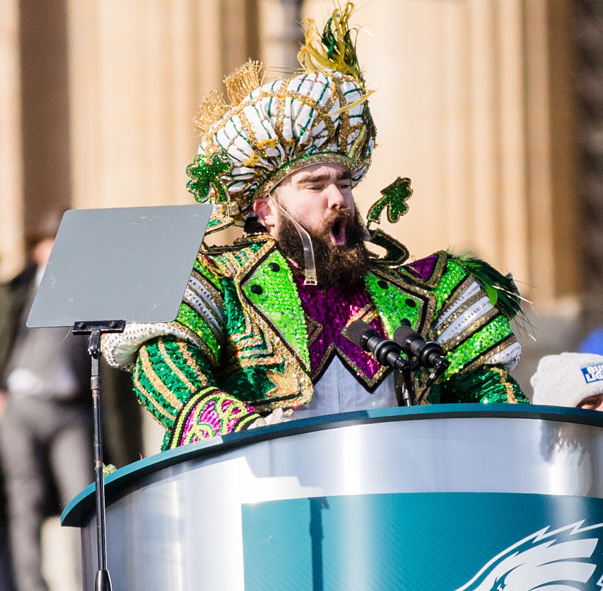
Lors de la parade dans les rues de Philadelphie après la victoire au Super Bowl LII en février 2018.
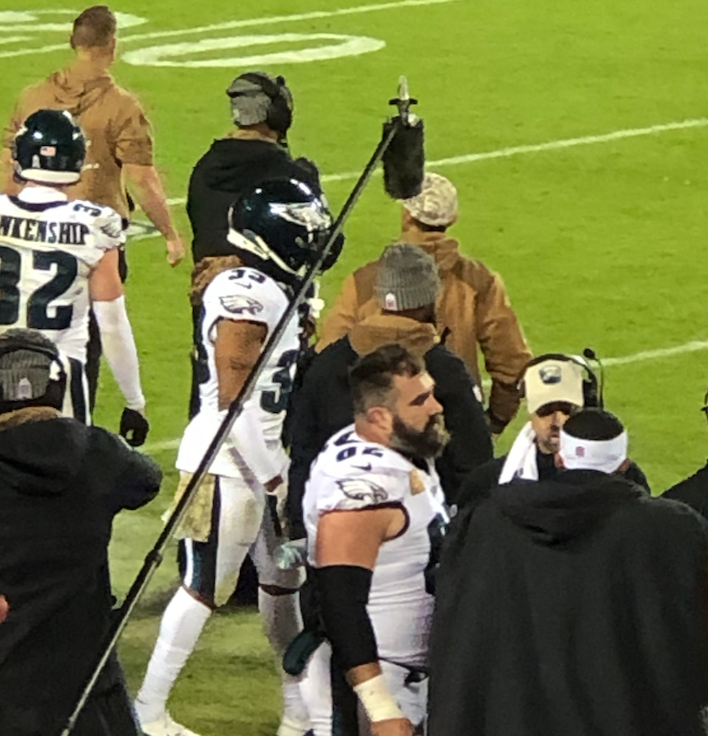
Sur le bord du terrain en novembre 2023.